# 후지와라노 아키스케

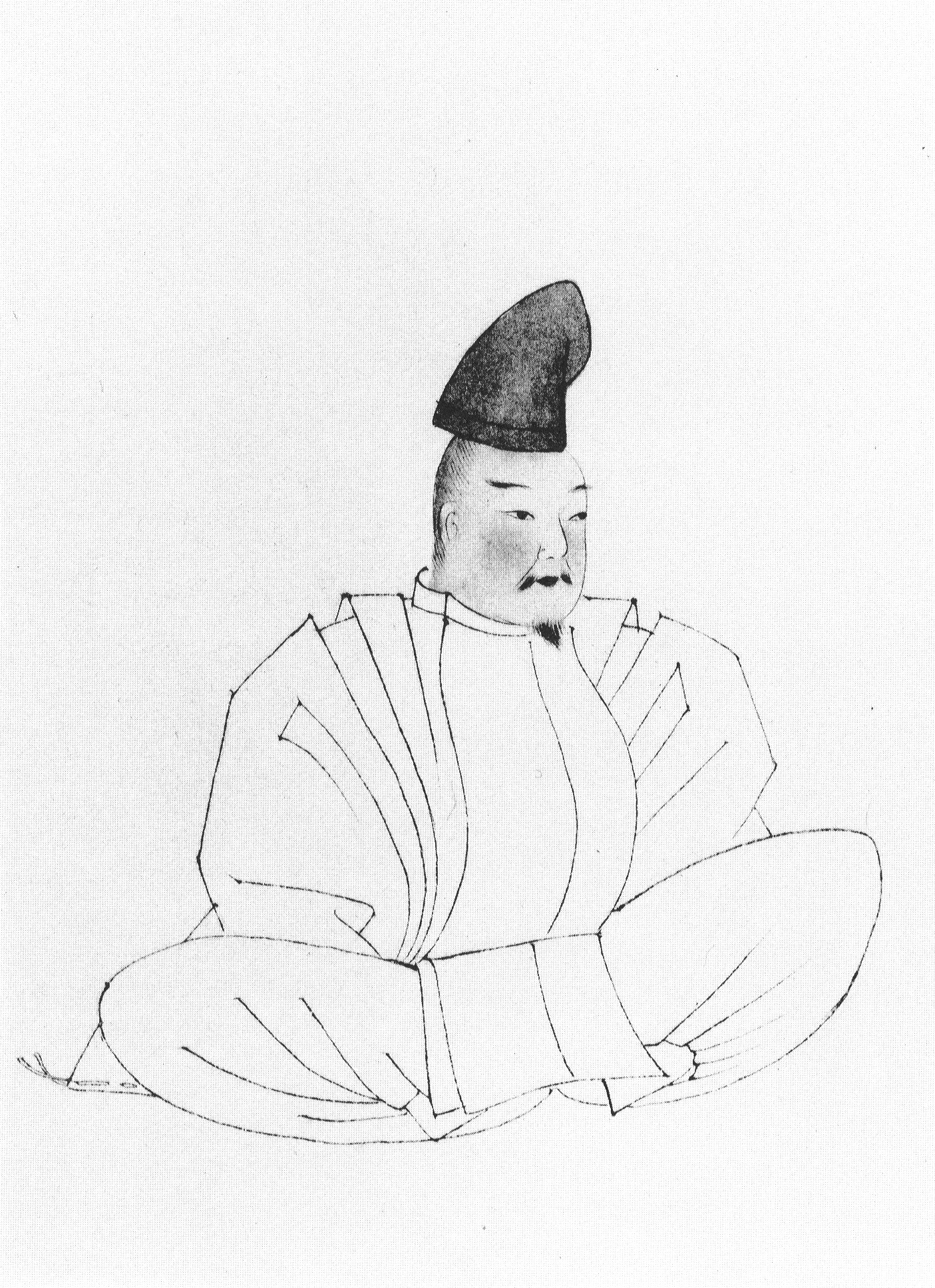

후지와라노 아키스케(일본어: 藤原顕輔, 1090~1155년)는 헤이안 시대 후기의 공가, 시인이다. 후지와라노 아키스에의 삼남이다.

## 와카
가을바람에 길게 늘어선 구름 틈 사이로 스며 나온 달빛 청명하기 그지없네
秋風にたなびく雲のたえ間より漏れ出づる月の影のさやけさ

## 생애
아버지 수리대부(修理大夫) 아키스에(顕季)와, 어머니 후지와라노 쓰네히라의 딸(藤原経平女) 사이에서 태어났다. 슬하의 자녀로는 기요스케(清輔), 시게이에(重家), 스에쓰네(季経), 양자로는 겐쇼(顕昭)가 있다. 선대로부터 시라카와 임금(白河天皇)을 가까이 모시며, 영화를 누렸다. 한때 시라카와인에게 직언을 해서 한직으로 밀려나기도 했지만, 시라카와인이 죽고 나서 다시 정계에 복귀해 중궁량(中宮亮), 정3위(正三位) 자경대부(左京大夫)에까지 벼슬이 이르렀다. 어린 시절부터 와카를 즐겼고 스물네 살 때 처음으로 우타아와세(歌合)를 주최하는 등, 열성적으로 와카와 관련한 활동을 했다. 고노에 임금(近衛天王) 때에는 ≪규안 백수(久安百首)≫에 가인으로 뽑히는 등, 가단의 지도자 격으로 성장했고, 1144년 스토쿠인의 명으로 칙찬 와카집의 편찬자로 선정되는 영예를 누렸다.